# 浙江省公安厅
浙江省公安厅，是浙江省人民政府的组成部门之一，负责浙江省内的公安工作。

## 沿革
浙江省公安厅成立于1949年8月21日。办公地点位于杭州市民生路66号。

## 机构设置
业务部门有政治部、办公室、干部处、警务处、宣传处、教育训练处、指挥中心、经济犯罪侦查总队、治安总队、刑事侦查总队、出入境管理局、网络警察总队、监管总队、交通管理局、禁毒总队、警务督察总队、法制总队、流动人口服务管理处、科技通信管理局、信息技术处、后勤处、审计处、离退休干部处。

### 下属院校
浙江警察学院

## 历任厅长
- 李丰平
- 俞国行，1998年～2003年2月
- 王辉忠，2003年2月～2011年7月
- 孙建国，2011年7月～2011年11月
- 刘力伟，2011年11月～2016年1月
- 徐加爱，2016年1月～2017年10月
- 王双全，2018年1月～2021年7月
- 王成国，2021年7月～2023年3月
- 杨青玖，2023年5月～